# Битка при Никопол
 За битката от Руско-турската война вижте Битка при Никопол (1877).  

Битката при Никопол се състои на 25 септември 1396 г. близо до Никопол, България, по време на кръстоносен поход за спасяване на Видинското царство, Константинопол и Византийската империя от турците, под командването на крал Сигизмунд фон Люксембург. Битката се води в резултат на призива на папа Бонифаций IX през 1394 г. за кръстоносен поход против турците, настъпващи в Европа. Това е предпоследният голям кръстоносен поход (наричан понякога Никополски) (последният е Варненският кръстоносен поход от 1443 – 1444 г.). Битката е ожесточена и започва с кавалерийска атака на тежковъоръжените френски рицари под командването на Жан дьо Невер, станал известен като Жан Безстрашни. Завършва с пленяване, бягство и отстъпване на кръстоносците след появата на сръбските рицари, които се бият на страната на турците и бягството на власите на Мирчо Стари. Поражението на силите, изпратени срещу турците от Франция, Англия, Шотландия, Унгария, Свещената Римска империя, Полша, Швейцария, Венеция, Генуа, Влахия, България, Тевтонския орден и ордена на рицарите на Св. Йоан, е и последният удар срещу загиващото Второ българско царство и угасва последните европейски надежди за спасяването на Константинопол от турците.

## Предистория
След победата си в Косовската битка (1389 г.) османците, както турците са наричани по името на основателя на държавата им Осман I (1259 – 1326 г.), завладяват по-голямата част от Балканския полуостров, включително Търновското царство, а Византия е ограничена до територията около Константинопол, който е обсаждан от турците през 1390, 1395, 1397, 1400 и 1422 г. преди да падне окончателно през 1453 г.
През 1395 г. цар Иван Шишман е убит при Никопол по заповед на Баязид I Йълдъръм, а брат му Иван Срацимир, все още владеещ Видин, става османски васал. В очите на българските боляри, деспоти и други полузависими балкански владетели, походът на западните рицари е голям шанс да се възпре османското нашествие и да се възстанови християнската власт върху полуострова. Османските владения достигат границите на Унгария, а Венеция се страхува за балканските си владения деспотство Морея и Далмация, както и за контрола върху Адриатическо, Йонийско и Егейско море. Генуа се страхува, че турците ще поемат контрол над проливите и река Дунав и по този начин ще придобият монопол над търговските пътища между Европа и Черно море, където генуезците владеят градовете Кафа, Синоп и Амасра. Генуезците също владеят крепостта Галата северно от Златния рог в Константинопол, обсаден от султан Баязид I през 1395 г. Като цяло експанзията на османските завоеватели на Балканите вече започва да заплашва и останалата част от Европа. Сигизмунд Люксембургски, унгарски крал от 1387 г. (и по-късно император на Свещената римска империя от 1433 г.) е първият, който проумява сериозността на положението. Но тъй като за унгарската феодална армия е трудно да се противопостави на османските сили, той поема инициативата да формира коалиция, която да ги отблъсне.
През 1394 г. папа Бонифаций IX предлага нов кръстоносен поход срещу турците, но до това време Западната схизма е разделила папството на две и съперниците са в Авиньон и Рим, a дните, когато папата може да вдигне кръстоносен поход, са отминали. Стогодишната война между Англия и Франция е в застой обаче и кралете на тези страни са готови да си сътрудничат за поход срещу турците. Французите преговарят с унгарския крал Сигизмунд за общ кръстоносен поход от 1393 г. Най-активно се заема с организирането и финансирането на похода бургундският херцог Филип II Дръзкия.

## Дунавски кръстоносен поход
Първоначалният план на кръстоносния поход предвижда Джон Гонт, Луи Орлеански и херцог Филип Смели да тръгнат през 1395 г., а кралете на Франция и Англия Шарл VI и Ричард II да ги последват на следващата година. За командващ е определен 24-годишният Жан Безстрашни, граф на Невер и син на Филип Смели. Негов главен съветник е опитният и улегнал военачалник и политик Ангеран VII дьо Куси. Кавалерията се командва от френския маршал Жан льо Менгр, известен като Бусико. Те повеждат 10 000 французи, най-вече кавалерия от Бургундия, заедно с английски контингент от 1000 души. Има още 6000 германци от Рейнските области, Бавария и Нюрнберг. Според други източници обаче силите под водачеството на Жан са били 8000. Крал Сигизмунд Люксембургски се присъединява с 6000 – 8000 мъже от Унгария, общо достигайки 16 хиляди души. Французите тръгват от Дижон през април 1396 г., пристигат във Виена през май и юни и се съединяват със Сигизмунд в Буда през юли. С венециански кораби по Дунава пристигат от Родос малък брой рицари хоспиталиери начело с великия магистър на ордена на Свети Йоан Филибер дьо Наяк. Войводата на Влашко Мирча Стари, който е васал на Унгария, също се включва в кръстоносната войска със значителна сила. Мирча има боен опит срещу Баязид, на когото нанася сериозни удари в битките при Карановаса и Ровине, и в битките за Княжество Карвуна през 1395 г.
Жан дьо Невер поема командването на армията и потегля на юг по левия бряг на Дунава. Армията пресича реката при Железни врата при град Оршова, като прехвърлянето с лодки и понтони трае осем дни. Френският маршал Жан льо Менгр разказва, че когато кръстоносната армия стигнала под стените на Видин, „излезе от града господарят на този град, който беше православен християнин и беше подчинен насила от турците. Той предаде града и цялата си земя на унгарския крал, а също и всички турци, които бяха вътре в града“. Кръстоносците плячкосват районите, през които минават. Рахово (днес Оряхово) е разграбен, а жителите му – турци са пленени или убити. Разни по-малки османски гарнизони са разбити по пътя.

## Обсада на Никопол
Кръстоносците не са докарали със себе си обсадни машини, а Никопол е добре снабден и защитен. Въпреки това кръстоносците са убедени, че градът бързо ще падне, след което ще могат да се отправят на помощ на Константинопол. Те не очакват султан Баязид I да се появи скоро с войските си, тъй като е зает да обсажда Константинопол. Никопол обаче не се предава и издържа 16 дни на обсадата. Междувременно Баязид е информиран за движението на кръстоносците от миланския херцог Джан Галеацо Висконти, който е обиден на французите. Султанът вдига обсадата на Константинопол и с 20 000 души се отправя в бърз ход към Никопол. По пътя към него се присъединява неговият васал, сръбският княз Стефан Лазаревич с 5000 тежко въоръжени конници. Стефан е можел да запази пасивен неутралитет, но той ненавижда унгарците повече от турците и затова избира активна форма на вярност към своя господар. Освен това сестра му Оливера е жена на султана.
Според нови изследвания данните за числения състав на войските, посочени от съвременните хронисти, са силно преувеличени. В навечерието на битката при Никопол реално силите на двете страни са били много по-малки: 12 000 са кръстоносците и 15 000 турците, т.е. те са приблизително равни.

## Ход на битката
Пристигането на Баязид е изненада за кръстоносците, които вечерят, когато пристига вестител с новината. На 25 септември и двете страни се подготвят за битка. Преди това около 1000 турци, пленени в Рахово, са убити от французите.
Възникват отново сериозни противоречия между западните и източните кръстоносци относно избора на правилната тактика за водене на сражението. Сигизмунд иска да разположи своите спомагателни части от Трансилвания и Влашко най-отпред като авангард, защото смята, че бойните им качества са ниски и ще може по-добре да ги наблюдава. Френските, бургундските и английските рицари под командата на Жан дьо Невер образуват авангарда. Сигизмунд командва резерва, а поставя унгарския губернатор (отговаря на сегашното министър-председател) Никола II от Гарай да командва центъра, съставен от пехотинци унгарци, германци, чехи, елзасци, фламандци и малък брой тевтонски рицари. Трансилванците на Стефан Лазкович образуват дясното крило, а власите на Мирча – лявото.
Зад линия от забити в земята колове, Баязид поставя авангард от леко въоръжени кавалеристи. Зад тях са еничарите и стрелците, а основната част турци и сърби са скрити зад хълмове на известно разстояние. Мирча препоръчва дефанзивен боен план и отново иска да нападне пръв. Влашката конница трябва да предизвика турците да напуснат позицията си, отслабвайки по този начин основната им линия, която след това да бъде атакувана от тежката кавалерия. Сигизмунд също счита, че е добре да се действа с предпазливост, но предложението е отхвърлено от други кръстоносци, които мислят, че влашкият княз иска да спечели слава за себе си. Така е въведен в действие конвенционален план за съкрушителен удар, който да бъде нанесен от рицарите, който се оказва гибелен за кръстоносците.
Тежко въоръжените французи нападат турския авангард, но скоро осъзнават, че ще трябва да слязат от конете при коловете. Те го правят и започват да махат коловете под огъня на турските стрелци, които се целят не само в рицарите, но и в конете им. След това турската пехота напада рицарите, които надвиват турците, които не носят ризници. Французите притискат турците към задните хълмове, но там, вече уморени заради това, че се движат пеш, откриват основните турски сили. В последвалия бой французите претърпяват поражение. Жан дьо Виен, адмирал на Франция, е прободен, защитавайки френското знаме, шест пъти преди да загине. Филип, граф на Бар и Жан дьо Каруж загиват заедно с него. Жан Безстрашни, Ангеран VII дьо Куси и Жан льо Менгр, маршал на Франция, са пленени. Битката обаче не е загубена все още.
Крал Сигизмунд Люксембургски се втурва на помощ на рицарите и среща Баязид на хълма, където битката е равностойна, докато не пристигат сърбите. В късния следобед Стефан Лазаревич води атаката на бронираните сръбски конници срещу войските на Сигизмунд, които се огъват. Сигизмунд е убеден от спътниците си да се оттегли. Войници под командването на граф Херман II от Цили му помагат да достигне венециански кораб. Крал Сигизмунд Люксембургски, както се твърди, казва за французите: „Ако само ме бяха послушали... Имахме предостатъчно мъже да се бием с враговете си“. Баязид и неговият шурей Стефан Лазаревич тогава виждат знамето на неговия шурей Никола II Горянски, който се бие на страната на унгарците и го убеждават да се предаде. Влашката конница отстъпва и се отправя към дома.

## Последици
На 26 септември Баязид заповядва екзекуцията на между 3 и 10 хиляди пленници като отмъщение за убийството на турци в Оряхово от французите. Той също е разгневен от големите си загуби в битката, въпреки крайната победа. Пленниците под 18 години той запазва за собствената си армия или продава в робство. Някои успяват да избягат и да се завърнат у дома, но мнозина загиват.
Крал Сигизмунд Люксембургски, магистър Филибер дьо Наяк, граф Николай Гараи и граф Херман II фон Цили се връщат през Черно, Егейско и Адриатическо море, подозирайки, че турците могат да прекосят Дунава. Френският крал Шарл VI научава за поражението по Коледа. Рицарите от Западна Европа скоро губят ентусиазма си за кръстоносни походи. Видинското царство пада под турска власт веднага след битката при Никопол, а цар Иван Срацимир е пленен и затворен в Бурса.
Англия и Франция скоро възобновяват войната помежду си. Влахия продължава да се противопоставя на турците и през следващите години спира две турски експедиции. Поражението и пленяването на Баязид от Тимур при Ангора предизвиква хаос в Османската империя и Мирча се възползва от случая, за да организира заедно с Унгария кампания срещу турците. Крал Сигизмунд Люксембургски основава рицарския Орден на Дракона на 12 декември 1408 г. с неговата словенска кралица Барбара фон Цили за организиране на нов кръстоносен поход срещу турците в България. Принц Константин II Асен и принц Фружин на България се присъединяват към Ордена на Дракона. Унгарците, чехите и поляците са победени в битката при Варна през 1444 г., а Константинопол е превзет през 1453 г. Следват деспотство Мореа през 1460 г. и Трапезундската империя през 1461 г., с което изчезват последните остатъци от Византийската империя в Мала Азия и на Балканския полуостров. Победата на принц Янош Хуняди в Битката при Белград през 1456 г. спасява Унгария от турците за 70 години и отмъщава за падането на Константинопол.